# Spinestis nikita
Genre
Espèce
Spinestis nikita, unique représentant du genre Spinestis, est une espèce d'araignées aranéomorphes de la famille des Oonopidae.

## Distribution
Cette espèce est endémique de Crimée en Ukraine,.

## Description

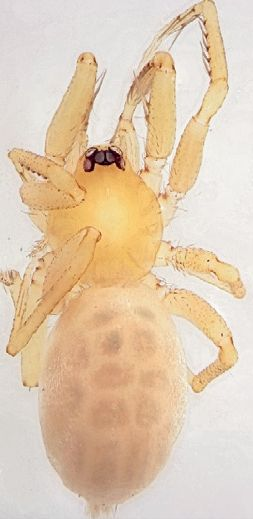
Spinestis nikita ♀

Le mâle mesure 1,67 mm et la femelle 2,43 mm.

## Étymologie
Son nom d'espèce lui a été donné en référence au lieu de sa découverte, Nikita.

## Publication originale
- Saaristo & Marusik, 2009 : A new genus and species of oonopid spider (Araneae, Oonopidae) from Ukraine. ZooKeys, vol. 24, p. 63-74 (texte intégral).